# 湯美斯拉夫·米蘇拉
湯美斯拉夫·米蘇拉（Tomislav Mišura，1981年5月13日出生），斯洛文尼亞职业足球运动员，最近效力于中国足球甲级联赛球队北京八喜。
2009年，米蘇拉效力于英特布羅格。2010年转会加盟中国足球超级联赛球队青岛中能。
2013年2月28日，他在转会窗关闭当天加盟中国足球甲级联赛球队北京八喜。但半个赛季他出场14次，仅有1球进账，在二次转会期被解约。